# Liste der Naturdenkmale in Hallschlag
Die Liste der Naturdenkmale in Hallschlag nennt die im Gemeindegebiet von Hallschlag ausgewiesenen Naturdenkmale (Stand 4. Juni 2024).

## Naturdenkmale
| Nr.         | Bezeichnung | Lage                            | Beschreibung                                                                                                 | Bild                                    |
| ----------- | ----------- | ------------------------------- | --- | --------------------------------------- |
| ND-7233-209 | Alte Buche  | Trierer Straße, bei Nr. 10 Lage | Fagus sylvatica, angeblich vor 1500 gekeimt, 14 m hoch bei 2,7 m Brusthöhenumfang und 12 m Kronendurchmesser | Direkt Bild zu diesem Denkmal hochladen |
| ND-7233-210 | Alte Birke  | Trierer Straße, bei Nr. 14 Lage | Betula pendula, vor 1700 gekeimt, 15 m hoch bei 2,6 m Brusthöhenumfang und 13 m Kronendurchmesser            | Direkt Bild zu diesem Denkmal hochladen |